# Storia della Santa Russia
Storia pittoresca, drammatica e caricaturale della Santa Russia (titolo originale Histoire dramatique, pittoresque et caricaturale de la sainte Russie) è un'opera illustrata del celebre Gustave Doré, pubblicata nel 1854.
È considerata un prototipo del fumetto moderno, per la struttura delle pagine e per gli espedienti narrativi utilizzati dall'autore.
La versione pubblicata in Francia da Édition 2024 (tradotta e pubblicata in Italia dalla casa editrice Eris Edizioni) ha fatto parte della Sélection Patrimoine del prestigioso Festival di Angoulême.

## Edizioni
- Gustave Doré e Noël Eugène Sotain, Histoire pittoresque, dramatique et caricaturale de la sainte Russie, Parigi, J. Bry aîné, 1854.
- Les Russes (ou histoire dramatique, pittoresque et caricaturale de la Sainte Russie), Henri Veyrier, 1974 – illsutrato da Alain Meylan
- Histoire de la Sainte Russie, Éditions de l'unicorne, 1991.
- Histoire de la Sainte Russie, Hermann, 1996.
- Histoire de la Sainte Russie, Éditions 2024, 2014.

### In altre lingue
- (RU) Gustave Doré. Histoire de la Sainte Russie, tradotto da Rofvarg L., editore Издательство, 2012
- (IT) Storia della Santa Russia, Eris Edizioni, 2018[2]